# Сюита
Сюи́та (от фр. suite — «ряд», «последовательность», «чередование») — одна из основных разновидностей циклической формы в инструментальной музыке; состоит из нескольких больших частей, в старинном жанре сюиты обычно контрастирующих между собой.
В середине XIX века появились сюиты, не имеющие связи со старинным жанром, составленные из музыки к театральным постановкам, операм и балетам, а в XX веке — и из музыки к кинофильмам.

## История
В жанре сюиты нашла своё продолжение традиция, в восточных странах известная ещё в глубокой древности: сопоставление медленного танца-шествия и живого, прыжкового танца. Прообразами сюиты являются и широко распространённые в средние века на Ближнем Востоке и в Средней Азии многочастные формы. Во Франции в XVI веке зародилась традиция соединения различных родов бранлей (народных круговых танцев) — размеренных танцев-шествий и более быстрых; тогда же появился и термин «сюита». В середине столетия сложилась пара танцев: величественная и плавная павана в размере 2/4 и подвижная, с прыжками гальярда на 3/4. Танцы строились на сходном мелодическом материале, но ритмически преобразованном; самый ранний из известных образцов такой сюиты относится к 1530 году.
В XVII и XVIII веках термин «сюита» проник в Англию и Германию, но использовался долгое время в различных значениях, и сам жанр сюиты к тому времени преобразился: уже в начале XVII века в творчестве И. Гро и английских вёрджиналистов наметилась тенденция к преодолению прикладной функции танца, и к середине столетия бытовой танец окончательно превратился в «пьесу для слушания».

## Описание
Для сюиты характерны картинная изобразительность, тесная связь с песней и танцем. Различаются камерная бытовая и оркестровая концертная сюиты. В XVII веке камерная сюита ничем не отличалась от камерной светской сонаты, представляла собой свободную последовательность танцевальных номеров: аллеманда, куранта, сарабанда, жига или гавот.
В конце XVII века в Германии сложилась точная последовательность частей камерной сюиты:
- 1. Аллеманда (allemande) как танец известна с начала XVI века. Претерпев эволюцию, она продержалась в качестве основной части сюиты почти до конца XVIII века. Эта часть сюиты может быть полифонической;
- 2. Куранта (courante) — оживлённый танец в трёхдольном размере. Наибольшей популярности куранта достигла во второй половине XVII века во Франции;
- 3. Сарабанда (sarabande) — очень медленный танец. Впоследствии сарабанду стали исполнять во время траурных церемоний, при торжественных погребениях. Танец скорбно-сосредоточенного характера и медленного движения. Трёхдольная метрика имеет в нём склонность к удлинению второй доли;
- 4. Жига (gigue) — самый быстрый старинный танец. Трёхдольный размер жиги нередко переходит в триольность. Часто исполняется в фугированном, полифоническом стиле.

Оркестровые концертные сюиты, появившиеся в конце XVII века, могли иметь совершенно иную структуру: состоять из большего количества частей, включать в себя марши, менуэты, гавоты, ригодоны, чаконы, «арии» и другие номера балетно-танцевального склада. Таковы первые немецкие оркестровые сюиты И. Г. Фишера и Г. Муффата, написанные под влиянием театральной музыки Ж. Б. Люлли, эту традицию продолжили в своих оркестровых сюитах И. С. Бах и Г. Ф. Телеман.
Во второй половине XVIII века и камерную, и оркестровую сюиты вытеснили, соответственно, классическая соната, утратившая свой первоначальный танцевальный характер, и оформившаяся в самостоятельный жанр предклассическая, а затем и классическая симфония. Появившиеся в конце XIX века программные сюиты, например у Ж. Бизе, Э. Грига, П. И. Чайковского, Н. А. Римского-Корсакова («Шехеразада»), М. П. Мусоргского («Картинки с выставки»), со старинным жанром сюиты не имеют никаких связей, как и сюиты XX века (например, из музыки к кинофильмам Д. Шостаковича или Г. Свиридова).